# Noah Ngeny
Noah Ngeny (n. 2 noiembrie 1978, Eldoret, Kenya) este un fost atlet kenyan, medaliat cu aur⁠(d) olimpic la 1500 m la Jocurile Olimpice de vară din 2000 și deținător al recordului mondial la 1000 m. Este cunoscut pentru performanțele sale în probele de semifond, în special pe distanțele de 800, 1000 și 1500 de metri.

## Carieră și realizări

### Recorduri mondiale
În 1999, Ngeny a stabilit recordul mondial la 1000 de metri cu timpul de 2:11,96, un record încă nedepășit. Aceasta demonstrează combinația sa rară de viteză și rezistență, fiind capabil să performeze la nivel înalt pe distanțe intermediare.

### Aur olimpic
La Sydney 2000, în proba de 1500 m, Ngeny a realizat una dintre surprizele Jocurilor Olimpice, oprind seria de invincibilitate a lui El Guerrouj, favorit al cursei. Această victorie l-a consacrat drept unul dintre cei mai buni alergători de semifond.

### Palmares
| An   | Competiție                     | Locație              | Loc | Eveniment | Note    |
| ---- | ------------------------------ | -------------------- | --- | --------- | ------- |
| 1996 | Campionatul Mondial de Juniori | Sydney, Australia    | 8   | 1500 m    | 3:42,44 |
| 1999 | Campionatul Mondial            | Sevilla, Spania      | 2   | 1500 m    | 3:28,73 |
| 2000 | Jocurile Olimpice              | Sydney, Australia    | 1   | 1500 m    | 3:32.07 |
| 2001 | Campionatul Mondial în sală    | Lisabona, Portugalia | 3   | 1500 m    | 3:51,63 |

### Recorduri personale
- 800 m: 1:44,49
- 1000 m: 2:11,96 (record mondial)
- 1500 m: 3:28,12 (unul dintre cele mai rapide timpuri în această probă)

## Stil și contribuții
Noah Ngeny era cunoscut pentru tactica sa inteligentă de cursă, sprinturile explozive și capacitatea de a rezista pe ultimele sute de metri, ceea ce i-a permis să obțină multe victorii. De asemenea, a demonstrat că alergătorii kenyeni pot excela nu doar în probele pe distanță lungă, ci și în cele de semifond, unde tradițional dominau atleți din alte părți ale lumii.